# Coupe d'Allemagne de football 2008-2009
Navigation
Édition précédente Édition suivante
La coupe d'Allemagne de football 2008-2009 est la soixantième édition de l'histoire de la compétition. La finale a lieu à l'Olympiastadion de Berlin.
Le Werder Brême remporte le trophée pour la sixième fois de son histoire. Il bat en finale le Bayer Leverkusen sur le score de 1 but à 0.

## Premier tour
Les résultats du premier tour
| Date           | Domicile               | Extérieur                 | score                        |
| -------------- | ---------------------- | ------------------------- | ---------------------------- |
| 07 - 08 - 2008 | SVN Zweibrücken        | 1. FC Cologne             | 1 - 5                        |
| 08 - 08 - 2008 | Kickers Offenbach      | SpVgg Greuther Fürth      | 1 - 0                        |
| 08 - 08 - 2008 | FSV Francfort          | VfL Osnabrück             | 2 - 0                        |
| 08 - 08 - 2008 | Eintracht Trier        | Hertha BSC Berlin         | 1 - 3                        |
| 08 - 08 - 2008 | SpVgg Unterhaching     | SC Fribourg               | 0 - 2                        |
| 08 - 08 - 2008 | Preußen Münster        | VfL Bochum                | 0 - 0 (a. p.) (t.a.b. 5 - 6) |
| 08 - 08 - 2008 | Erzgebirge Aue         | FC St. Pauli              | 0 - 0 (a. p.) (t.a.b. 5 - 4) |
| 09 - 08- 2008  | VfB Fichte Bielefeld   | Borussia Mönchengladbach  | 1 - 8                        |
| 09 - 08- 2008  | FC Wegberg-Beeck       | Alemannia Aix-la-Chapelle | 1 - 4                        |
| 09 - 08- 2008  | FC Ingolstadt          | Hambourg SV               | 1 - 3                        |
| 09 - 08- 2008  | Eintracht Nordhorn     | Werder Brême              | 3 - 9                        |
| 09 - 08- 2008  | Holstein Kiel          | Hansa Rostock             | 0 - 2                        |
| 09 - 08- 2008  | SV Babelsberg 03       | 1. FSV Mayence 05         | 1 - 2 (a. p.)                |
| 09 - 08- 2008  | Rot-Weiss Essen        | Borussia Dortmund         | 1 - 3                        |
| 09 - 08- 2008  | Hallescher FC          | Hanovre 96                | 0 - 5                        |
| 09 - 08- 2008  | SC Paderborn 07        | FC Augsbourg              | 1 - 1 (a. p.) (t.a.b. 1 - 3) |
| 09 - 08- 2008  | FC 08 Homburg          | FC Schalke 04             | 0 - 3                        |
| 09 - 08- 2008  | SC Pfullendorf         | Eintracht Francfort       | 0 - 3                        |
| 09 - 08- 2008  | Tennis Borussia Berlin | Energie Cottbus           | 0 - 3                        |
| 09 - 08- 2008  | FC Carl Zeiss Jena     | 1. FC Kaiserslautern      | 2 - 1                        |
| 09 - 08- 2008  | 1. FC Heidenheim       | VfL Wolfsbourg            | 0 - 3                        |
| 09 - 08- 2008  | SpVgg Ansbach          | Karlsruher SC             | 0 - 5                        |
| 09 - 08- 2008  | FC Bergedorf 85        | MSV Duisbourg             | 1 - 5                        |
| 09 - 08- 2008  | TSG Neustrelitz        | TSV 1860 Munich           | 0 - 2                        |
| 10 - 08 - 2008 | SV Darmstadt 98        | SV Wehen Wiesbaden        | 0 - 2                        |
| 10 - 08 - 2008 | FC Oberneuland         | TuS Koblenz               | 1 - 1 (a. p.) (t.a.b. 5 - 4) |
| 10 - 08 - 2008 | ASV Durlach            | Arminia Bielefeld         | 1 - 2                        |
| 10 - 08 - 2008 | Chemnitzer FC          | 1899 Hoffenheim           | 0 - 1                        |
| 10 - 08 - 2008 | Lüneburger SK Hansa    | VfB Stuttgart             | 0 - 5                        |
| 10 - 08 - 2008 | Rot Weiss Ahlen        | 1. FC Nuremberg           | 0 - 0 (a. p.) (t.a.b. 3 - 4) |
| 10 - 08 - 2008 | Rot-Weiß Oberhausen    | Bayer 04 Leverkusen       | 2 - 3 (a. p.)                |
| 10 - 08 - 2008 | Rot-Weiß Erfurt        | Bayern Munich             | 3 - 4                        |

## Deuxième tour
Les résultats du deuxième tour
| Date           | Domicile            | Extérieur                 | score                        |
| -------------- | ------------------- | ------------------------- | ---------------------------- |
| 23 - 09 - 2008 | Erzgebirge Aue      | Werder Breme              | 1 - 2                        |
| 23 - 09 - 2008 | Energie Cottbus     | Borussia Mönchengladbach  | 3 - 0                        |
| 23 - 09 - 2008 | 1. FSV Mayence 05   | 1. FC Cologne             | 3 - 1                        |
| 23 - 09 - 2008 | Eintracht Francfort | Hansa Rostock             | 1 - 2 (a. p.)                |
| 23 - 09 - 2008 | FC Schalke 04       | Hanovre 96                | 2 - 0                        |
| 23 - 09 - 2008 | TSV Munich 1860     | MSV Duisbourg             | 0 - 0 (a. p.) (5 - 4 t.a.b.) |
| 23 - 09 - 2008 | FC Augsbourg        | Bayer Leverkusen          | 0 - 2                        |
| 24 - 09 - 2008 | Kickers Offenbach   | Karlsruher SC             | 0 - 2                        |
| 24 - 09 - 2008 | FC Oberneuland      | VfL Wolfsbourg            | 0 - 7                        |
| 24 - 09 - 2008 | SV Wehen Wiesbaden  | Alemannia Aix-la-Chapelle | 1 - 0                        |
| 24 - 09 - 2008 | Hambourg SV         | VfL Bochum                | 2 - 0                        |
| 24 - 09 - 2008 | Borussia Dortmund   | Hertha BSC Berlin         | 2 - 1 (a. p.)                |
| 24 - 09 - 2008 | Bayern Munich       | 1.FC Nuremberg            | 2 - 0                        |
| 24 - 09 - 2008 | VfB Stuttgart       | Arminia Bielefeld         | 2 - 0                        |
| 24 - 09 - 2008 | SC Fribourg         | 1899 Hoffenheim           | 3 - 1                        |
| 24 - 09 - 2008 | FC Carl Zeiss Jena  | FSV Francfort             | 1 - 0                        |

## Huitièmes de finale
Résultats des huitièmes finale
| Date           | Domicile            | Extérieur          | Score |
| -------------- | ------------------- | ------------------ | ----- |
| 27 - 01 - 2009 | Hambourg SV         | TSV 1860 Munich    | 3 - 1 |
| 27 - 01 - 2009 | FC Carl Zeiss Jena  | FC Schalke 04      | 1 - 4 |
| 27 - 01 - 2009 | SC Fribourg         | 1. FSV Mayence 05  | 1 - 3 |
| 27 - 01 - 2009 | VfB Stuttgart       | Bayern Munich      | 1 - 5 |
| 28 - 01 - 2009 | Bayer 04 Leverkusen | Energie Cottbus    | 3- 1  |
| 28 - 01 - 2009 | Borussia Dortmund   | Werder Brême       | 1 - 2 |
| 28 - 01 - 2009 | Karlsruher SC       | SV Wehen Wiesbaden | 0 - 1 |
| 28 - 01 - 2009 | VfL Wolfsbourg      | Hansa Rostock      | 5- 1  |

## Quarts de finale
Résultats des quarts de finale
| Date           | Domicile         | Extérieur       | Score |
| -------------- | ---------------- | --------------- | ----- |
| 02 - 03 - 2009 | Hambourg SV      | Wehen Wiesbaden | 2 - 1 |
| 04 - 03 - 2009 | VfL Wolfsbourg   | Werder Brême    | 2 - 5 |
| 04 - 03 - 2009 | Mainz 05         | FC Schalke 04   | 2- 1  |
| 04 - 03 - 2009 | Bayer Leverkusen | Bayern Munich   | 4- 2  |

## Demi-finales
Résultats des demi-finales
| Date           | Domicile     | Extérieur        | Score |
| -------------- | ------------ | ---------------- | ----- |
| 21 - 04 - 2009 | Werder Brême | Hambourg SV      | 4 - 1 |
| 22 - 04 - 2009 | Mainz 05     | Bayer Leverkusen | 1 - 4 |

## Finale[6]
| Entraîneur :  |
| Thomas Schaaf |

| Entraîneur :   |
| Bruno Labbadia |

| Entraîneur :  |
| Thomas Schaaf |

| Entraîneur :   |
| Bruno Labbadia |